# Burón (León)
Burón es un municipio y villa española de la provincia de León, en la comunidad autónoma de Castilla y León. Se encuentra en la comarca de Valdeburón, en el Parque Regional Montaña de Riaño y Mampodre. Cuenta con una población de 288 habitantes (INE 2024).
La villa de Burón se sitúa al sur del municipio, entre los municipios de Acebedo y Riaño, a orillas del embalse de Riaño. El pueblo es de aspecto completamente rural; entre sus edificios más destacables, se encuentran la iglesia parroquial del pueblo y las antiguas escuelas, que es la actual sede del ayuntamiento. Ambos edificios fueron rescatados de las aguas del embalse en 1987 y reconstruidos en su actual ubicación. El pueblo fue casi totalmente demolido en el verano de 1987 junto con los pueblos vecinos de Huelde, Éscaro, La Puerta, Anciles, Riaño, Salio, Pedrosa del Rey y Vegacerneja parcialmente. Su economía se basa casi por completo en el turismo y en la hostelería especialmente. Desde Burón salen varias rutas muy interesantes, que recorren el municipio y zonas de la Montaña de Riaño y el Macizo del Mampodre.

## Geografía
Situado en una de las colas del Embalse de Riaño, unos pocos metros por encima de la cota 1100 m s. n. m. lo salvaron en parte de la inundación, pero la mayor parte de su caserío tradicional fue destruido y anegado en 1987. Solo la iglesia y las escuelas como edificios emblemáticos, fueron trasladados.
Burón está situado en el valle de Valdeburón, rodeado de montañas y con unos paisajes dignos de ver.
En sus límites están los valles de Mirva, Rabanal y San Pelayo. El cauce del río Esla pasa por el pueblo de Burón, estando situado su nacimiento en el valle de Valdosín, cercano al Puerto de Tarna.
Frente al pueblo de Burón se puede admirar la majestuosidad del pico Burín, llamado pico Yordas en Riaño. Los hayedos y las peñas de sus alrededores configuran un marco de incomparable belleza.

## Naturaleza
Entre los enclaves naturales destacables de Burón son:
- Valles de Mirva y Rabanal: Son dos valles situados al N de Burón, donde abundan los hayedos y campos verdes de montaña. Son recorridos por una ruta senderista. Son hábitats de gran valor natural donde aun pueden encontrarse animales singulares como el urogallo y el oso pardo.
- Pico Yordas o Burín: La montaña colinda con el municipio de Riaño. Es una montaña caliza cónica de una altura de 1964 metros de altura, situado sobre el embalse de Riaño, donde predominan hayedos en sus laderas. Su subida es fácil, ya que se sube desde el valle de San Pedro, en el municipio de Acebedo.
- Embalse de Riaño

### Fauna y flora

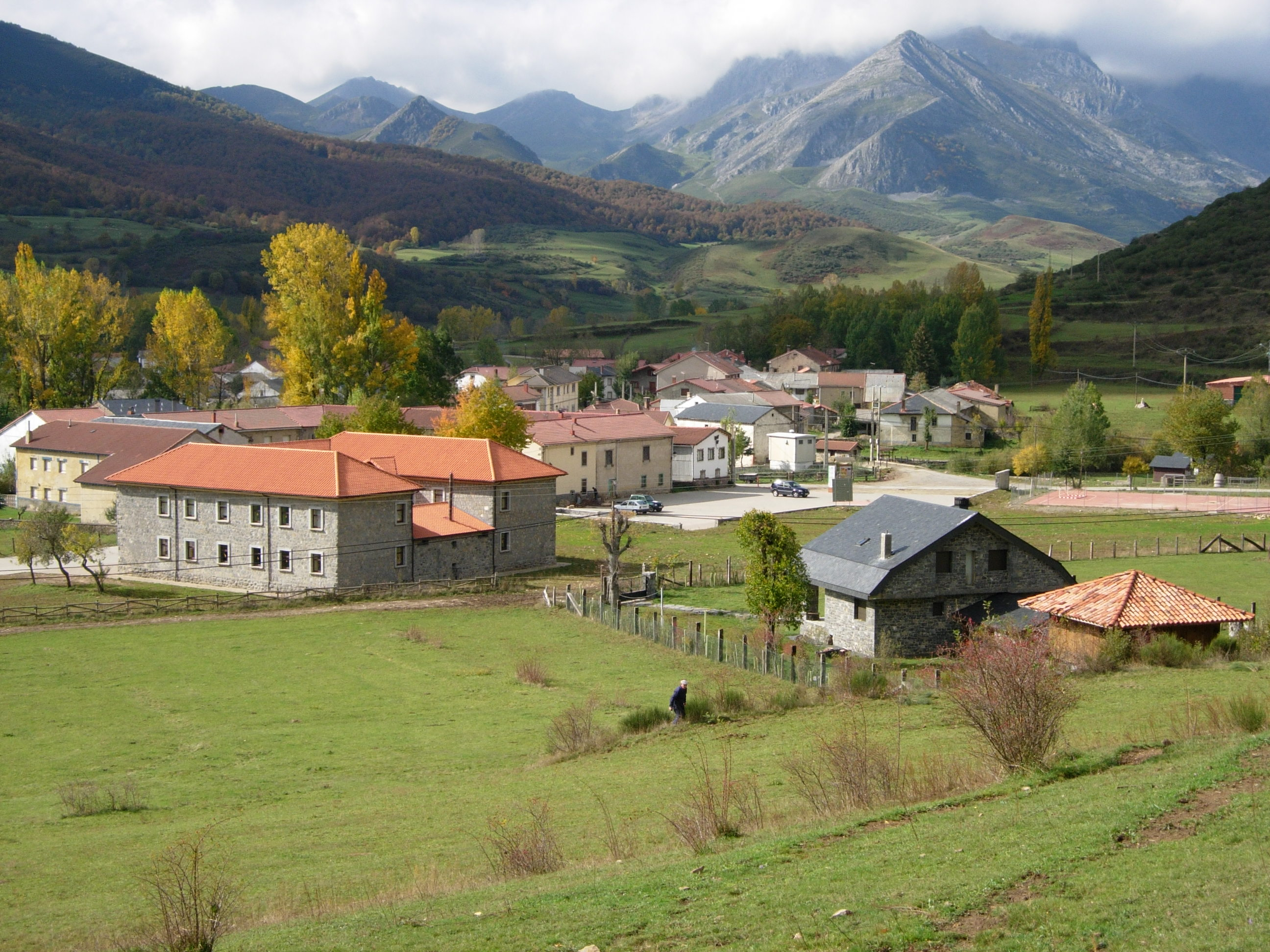
Lario, perteneciente al municipio de Burón

La fauna y la vegetación son muy variadas. En sus bosques se encuentra todo un tesoro de la fauna ibérica integrado por corzos, rebecos, ciervos, jabalíes, cabras hispánicas, buitres, águila real, perdiz roja, perdiz pardilla, halcón, cernícalos, ratoneros, azores, entre otros. Junto a ellos habitan los últimos ejemplares de oso de la Cordillera Cantábrica, así como el urogallo o el lobo. 
En la vega del río Esla y de los arroyos que a él vierten habitan las simpáticas nutrias, buenas pescadoras de las sabrosas truchas de alta montaña. 
La masa forestal está principalmente compuesta por las hayas, especie invasora que avanzó desde Francia desplazando a los robles. De estos quedan robustos ejemplares, muchos de ellos vaciados por el efecto de los rayos y con troncos que son necesarios varios hombres para abarcarlos. Otra especie muy apreciada es el tejo que, junto al acebo, proporcionan cobijo a muchas especies durante el invierno. También hay brezos, enebros y brecinas, salgueras, endrinas y frutales silvestres como las peruchas -manzanas de pequeño porte- o guindos -cerezas-. Con estos últimos se producen gustosos licores caseros que sólo los vecinos de la zona saben darles ese toque tan particular.

## Historia

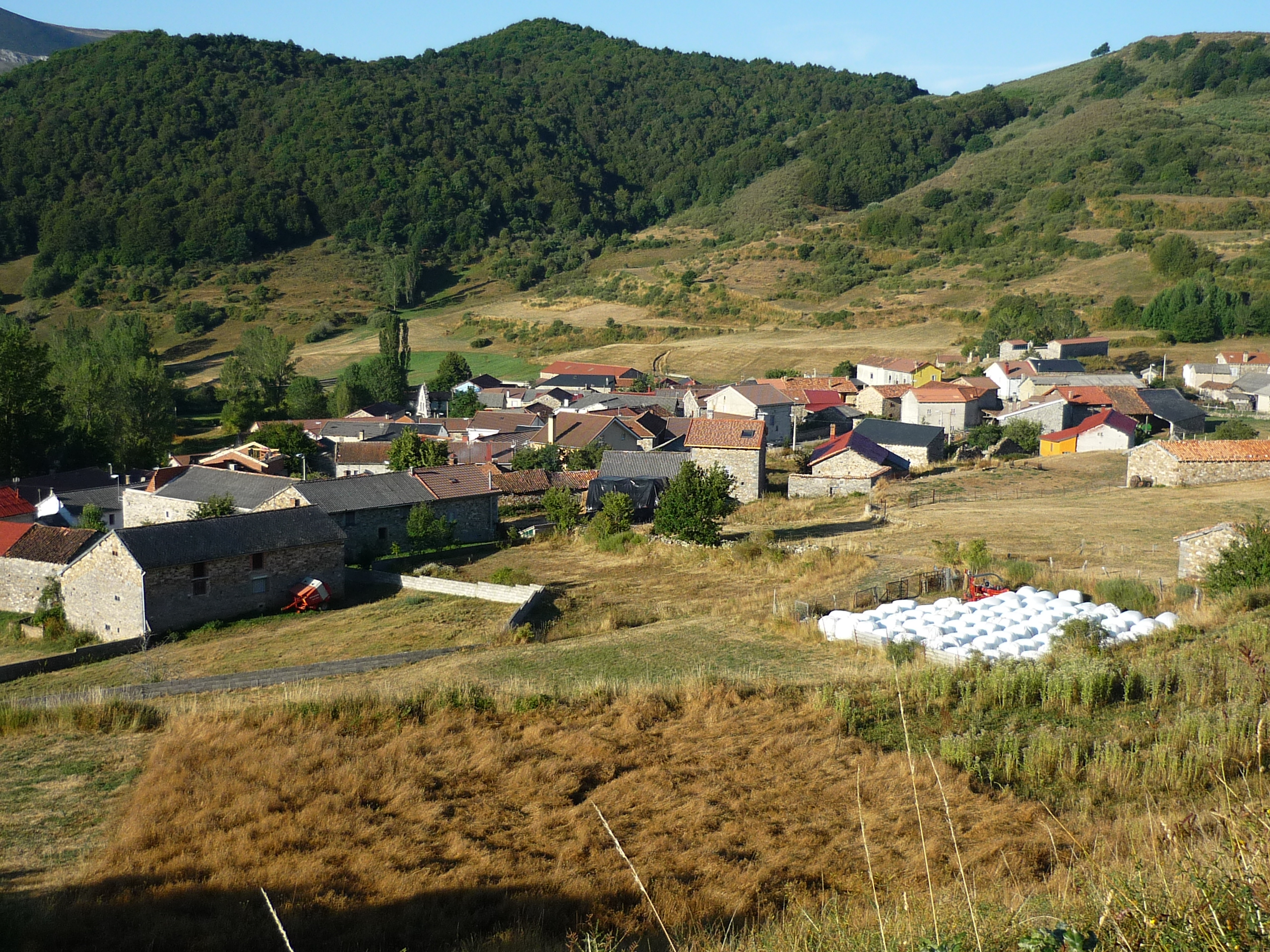
Polvoredo, perteneciente al municipio de Burón

En la Edad Media se configuró la Merindad de Valdeburón, que agrupó a los concejos de Sajambre, Valdeón, Maraña, Salamón y Burón. Eutimio Martino en su publicación La montaña de Valdeburón. Biografía de una región leonesa recoge la que él considera Carta Magna de la Merindad (1467). En dicho documento se expone que los concejos antes citados dependerán directamente de la corona y contarán con autonomía para elegir a su representante o merino. Asimismo, se deja clara la vinculación de la Merindad a la ciudad de León. En palabras del profesor Martino, la Carta Magna de la merindad de Valdeburón «será confirmada una y otra vez hasta entrado el siglo XIX (...) Es el reconocimiento de una autonomía que viene casi dictada por la indómita geografía de las montañas. Y su mantenimiento, la mayor proeza de Valdeburón».

## Demografía
Cuenta con una población de 288 habitantes (INE 2024).
| Gráfica de evolución demográfica de Burón entre 1842 y 2021                                                           |
| |
| Población de derecho según los censos de población del INE. Población de hecho según los censos de población del INE. |

#### Núcleos de población
El municipio de Burón incluye las pedanías de Casasuertes, Cuénabres, Lario, Polvoredo, Retuerto y Vegacerneja.
| Núcleo de población | Tipo de entidad de población | Población |
| ------------------- | ---------------------------- | --------- |
| Burón               | Villa                        | 71        |
| Casasuertes         | Lugar                        | 21        |
| Cuénabres           | Lugar                        | 25        |
| Lario               | Lugar                        | 80        |
| Polvoredo           | Lugar                        | 39        |
| Retuerto            | Lugar                        | 13        |
| Vegacerneja         | Lugar                        | 41        |
| Total del municipio | Total del municipio          | 290       |

## Comunicaciones
Se comunica mediante la CL-636, la N-625. A los núcleos que no están situados en estas vías, se accede por las carreteras provinciales LE-2702 (Polvoredo), LE-2712 (Retuerto), LE-2713 (Casasuertes) y LE-2714 (Cuénabres).
El transporte público del municipio forma parte de la red de Transporte a la Demanda de la Junta de Castilla y León. Dependiendo del núcleo de población, existen rutas a Riaño, Cistierna, Sajambre y Valdeón.

## Cultura

### Patrimonio
- Palacio de los Gómez de Caso, renacentista, a imitación de las casonas asturianas, en tanto que el de los Allende, levantado a principios del siglo XX, permanece desmontado a la espera de su ubicación definitiva.
- Iglesia parroquial de Burón: está situado en una zona ajardinada, frente el ayuntamiento. Está en perfecto estado de conservación donde hay una escalera de caracol en la fachada exterior que sube al campanario. Está construida en piedra
- Antiguas escuelas: es la actual sede del ayuntamiento de Burón. Fue construida como escuela en 1922, por la familia Allende, que dirigía varias empresas mineras en los Picos de Europa.

Las casas aparecen formando una unidad básica integrada por la vivienda y otras construcciones anexas, destinadas a pajares y cuadras.

### Fiestas

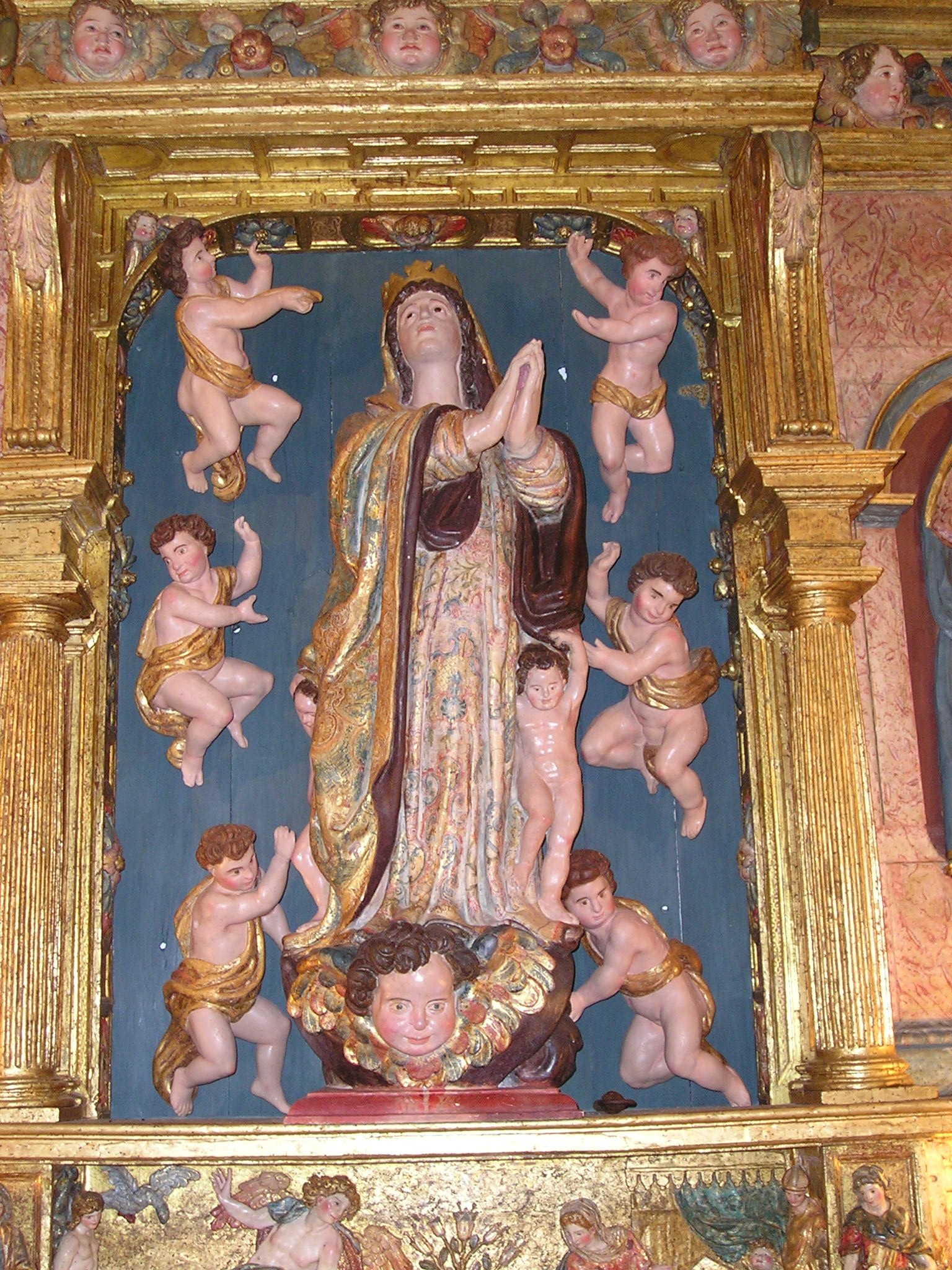
Virgen de Pontón, patrona de Burón

Las fiestas de Burón se celebran los 5, 6 y 7 de agosto como patrón el Salvador. También hay una romería que se celebra el día 15 de agosto en honor de la Virgen de Pontón.